# John Diercks
John Diercks (* 19. April 1927 in Montclair, New Jersey; † April 2020) war ein US-amerikanischer Komponist und Pianist.
Diercks studierte am Oberlin College, der Eastman School of Music und der University of Rochester. Seine Lehrer waren Bernard Rogers, Howard Hanson und Alan Hovhaness. Daran schloss sich ein Studium der asiatischen Musik bei Dorothy Kahananui und Halla Huhm an der University of Hawaii an.
Von 1950 bis 1954 unterrichtete Diercks Klavier am College of Wooster, danach begann seine bis 1990 dauernde Lehrtätigkeit am Hollins College in Virginia. Hier unterrichtete er Komposition und Musiktheorie und war ab 1962 Leiter des Musikdepartments.
Neben einigen kirchenmusikalischen Chorwerken komponierte Diercks vor allem Kammermusik und zahlreiche Klavierwerke.